# Pat Riley
Patrick James "Pat" Riley (Rome, Nueva York, 20 de marzo de 1945), es un exjugador, exentrenador y dirigente deportivo de baloncesto estadounidense que jugó nueve temporadas en la NBA, fue entrenador en otras 24 y actualmente es presidente de operaciones de Miami Heat. Como entrenador ha ganado 5 títulos con Los Angeles Lakers y los Miami Heat.

## Trayectoria deportiva

### Universidad
Pat Riley jugó baloncesto universitario durante cuatro temporadas en la Universidad de Kentucky bajo el cargo del legendario entrenador Adolph Rupp, en las que promedió 18,4 puntos y 8,4 rebotes por partido.

#### Estadísticas
| Año     | Equipo   | PJ | PT | MPP  | %TC  | %3P | %TL  | RPP | APP | ROB | TPP | PPP  |
| ------- | -------- | -- | -- | ---- | ---- | --- | ---- | --- | --- | --- | --- | ---- |
| 1964–65 | Kentucky | 25 | —  | 33.0 | .432 | —   | .618 | 8.5 | 1.1 | —   | —   | 15.0 |
| 1965–66 | Kentucky | 29 | —  | 37.2 | .516 | —   | .699 | 8.9 | 2.2 | —   | —   | 22.0 |
| 1966–67 | Kentucky | 26 | —  | 36.7 | .442 | —   | .782 | 7.7 | 2.6 | —   | —   | 17.4 |
| Total   | Total    | 80 | —  | 35.7 | .469 | —   | .714 | 8.4 | 2.0 | —   | —   | 18.3 |

### Profesional
Fue elegido en la séptima posición del Draft de la NBA de 1967 por San Diego Rockets, siendo también elegido por los Dallas Cowboys en el Draft de la NFL de 1967.
Finalmente se decantó por el baloncesto y se unió a los Rockets, donde jugó tres temporadas antes de ser elegido por la nueva franquicia, los Portland Trail Blazers, en del draft de expansión de 1970, siendo traspasado al momento a Los Angeles Lakers.
En Los Ángeles, ayudó a la consecución del campeonato NBA de 1972 saliendo desde el banquillo para sustituir a Jerry West.
Tras seis temporadas en los Lakers, fue traspasado a Phoenix Suns, equipo con el que fue campeón de Conferencia, y donde se retiraría al término de la 1975–76.

### Entrenador
Después de pasarse al banquillo como asistente durante varios años, Riley asumió el cargo de entrenador en la temporada de 1981-1982. Bajo su cargo, los Lakers del showtime llegaron a las Finales de la NBA en sus primeros cuatro años, ganando su primer título en su primer año contra los Philadelphia 76ers. Riley volvió a ganar títulos con los Lakers en 1985, 1987 y 1988. Entre los jugadores que Riley tuvo en esos equipos incluye Magic Johnson, Kareem Abdul-Jabbar, James Worthy, Kurt Rambis, Byron Scott, Norm Nixon, Jamaal Wilkes, Michael Cooper y otros. Después de la temporada de 1990, Riley decidió renunciar a su puesto con los Lakers.
Después de un año como comentarista para la NBC, Riley pasó a entrenar a los New York Knicks. Aunque Riley usaba un sistema basado en rompimiento y enfoque ofensivo con Los Ángeles, Riley uso un estilo físico y defensivo en Nueva York. Logró regresar a las Finales de la NBA pero no pudo ganar un título con este equipo.
En 1995, Riley pasa de Nueva York a Miami, donde actuó de entrenador y la gerente. Riley logró construir un equipo exitoso en Miami con el poste Alonzo Mourning como líder. Sin embargo, aunque ganaron varios títulos de la División Atlántica, Miami no pudo llegar a las Finales de la NBA. Antes del inicio de la temporada 2003-2004, Riley renunció su cargo de entrenador pero se quedó con la gerencia del equipo. En el 2004, Riley fichó a Shaquille O'Neal de los Lakers y construyó su equipo alrededor de este pívot. Junto con la sensación Dwyane Wade, Shaquille llevó a Miami a las finales de la conferencia. Riley volvió al banquillo la temporada siguiente donde logró ganar un título más de la NBA.
En julio de 2010, ya como presidente de los Miami Heat, en una astuta maniobra obtiene las fichas de LeBron James, Chris Bosh y la renovación del también estelar Dwyane Wade; nombró a su joven asistente Erik Spoelstra entrenador jefe y pudo ver como su elenco de estrellas obtenía un nuevo anillo en 2012 tras vencer en la final a los Oklahoma City Thunder, el segundo para la franquicia de Florida. El equipo repetiría el anillo de 2013 tras vencer en siete partidos a los San Antonio Spurs, consiguiendo el tercero de la franquicia y el segundo como presidente de los Heat.

## Estadísticas de su carrera en la NBA
|  | Indica que su equipo fueron Campeones de la NBA |

### Temporada regular
| Año     | Equipo      | PJ  | PT | MPP  | %TC  | %3P | %TL  | RPP | APP | ROB | TPP | PPP  |
| ------- | ----------- | --- | -- | ---- | ---- | --- | ---- | --- | --- | --- | --- | ---- |
| 1967-68 | San Diego   | 80  | -  | 15.8 | .379 | -   | .634 | 2.2 | 1.7 | -   | -   | 7.9  |
| 1968-69 | San Diego   | 56  | -  | 18.3 | .406 | -   | .672 | 2.0 | 2.4 | -   | -   | 8.8  |
| 1969-70 | San Diego   | 36  | -  | 13.2 | .417 | -   | .727 | 1.6 | 2.4 | -   | -   | 5.3  |
| 1970-71 | L.A. Lakers | 54  | -  | 9.4  | .413 | -   | .644 | 1.0 | 1.3 | -   | -   | 4.9  |
| 1971-72 | L.A. Lakers | 67  | -  | 13.8 | .447 | -   | .743 | 1.9 | 1.1 | -   | -   | 6.7  |
| 1972-73 | L.A. Lakers | 55  | -  | 14.6 | .428 | -   | .793 | 1.2 | 1.5 | -   | -   | 7.3  |
| 1973-74 | L.A. Lakers | 72  | -  | 18.9 | .430 | -   | .764 | 1.8 | 2.1 | .8  | .0  | 9.5  |
| 1974-75 | L.A. Lakers | 46  | -  | 22.1 | .419 | -   | .742 | 1.8 | 2.6 | .8  | .1  | 11.0 |
| 1975-76 | L.A. Lakers | 2   | -  | 11.5 | .385 | -   | .333 | 1.5 | .0  | .5  | .5  | 5.5  |
| 1975-76 | Phoenix     | 60  | -  | 13.2 | .389 | -   | .730 | .8  | 1.0 | .4  | .1  | 4.6  |
| Total   | Total       | 528 | -  | 15.5 | .414 | -   | .705 | 1.6 | 1.7 | .6  | .1  | 7.4  |

### Playoffs
| Año   | Equipo      | PJ | PT | MPP  | %TC  | %3P | %TL   | RPP | APP | ROB | TPP | PPP |
| ----- | ----------- | -- | -- | ---- | ---- | --- | ----- | --- | --- | --- | --- | --- |
| 1969  | San Diego   | 5  | -  | 15.2 | .432 | -   | .833  | 2.2 | .4  | -   | -   | 7.4 |
| 1971  | L.A. Lakers | 7  | -  | 19.3 | .420 | -   | .727  | 2.1 | 2.0 | -   | -   | 9.4 |
| 1972  | L.A. Lakers | 15 | -  | 16.3 | .333 | -   | .750  | 1.9 | .9  | -   | -   | 5.2 |
| 1973  | L.A. Lakers | 7  | -  | 7.6  | .333 | -   | .000  | .7  | 1.0 | -   | -   | 2.6 |
| 1974  | L.A. Lakers | 5  | -  | 21.2 | .360 | -   | .750  | 1.2 | 2.0 | .8  | .0  | 7.8 |
| 1976  | Phoenix     | 5  | -  | 5.4  | .400 | -   | 1.000 | .0  | 1.0 | .0  | .0  | 2.6 |
| Total | Total       | 44 | -  | 14.6 | .374 | -   | .763  | 1.5 | 1.2 | .4  | .0  | 5.7 |